# Nikaragua na Letnich Igrzyskach Olimpijskich 2000
Nikaraguę na Letnich Igrzyskach Olimpijskich 2000 reprezentowało 6 zawodników, 4 mężczyzn i 2 kobiety.

## Skład kadry

### Lekkoatletyka
- Maritza Figueroa – bieg na 400 m (odpadła w 1 rundzie eliminacji)

### Pływanie
- Marcelino López – 400 m stylem dowolnym (odpadł w eliminacjach)
- Fernanda José Cuadra – 200 m stylem zmiennym (odpadła w eliminacjach)

### Podnoszenie ciężarów
- Orlando Vásquez – kategoria do 56 kg (18. miejsce)

### Strzelectwo
- Walter Martínez – karabin pneumatyczny 10 m

### Taekwondo
- Carlos Delgado